# Fyksesund
Fyksesund er en fjordarm af Hardangerfjorden i Kvam kommune i Vestland fylke i Norge. Fjorden strækker sig 10,5 kilometer mod nordvest fra indløbet mellem Bjelkaneset og Varadaneset  nord for Kvamsøy.
Fjordarmens bredde varierer fra omkring  300 m i trange partier som ved Mjåsund til 700 m i den ydre del og 600 m i den indre del. To kilometer inde i fjorden ligger bygden Fykse, som fjorden har  sit navn efter. Her krydser riksvei 7 fjorden via den 344 meter lange hængebro Fyksesundbroen. Videre inde i fjorden ligger bygderne Porsmyr på vestsiden og Klyve på østsiden, og her smalner fjorden ind ved Mjåsund. Inderst i Fyksesund ligger bygderne Botnen og Flatabø. Den indre del af fjorden, fra Mjåsund og ind, har stejle og høje fjeldsider.
Hardangerfele har sin oprindelse på en gård ved Fyksesund